# Isosuperfície
Uma isosurperfície é um análogo tridimensional de uma isolinha. É uma superfície que representa pontos de valor constante (e.g. pressão, temperatura, velocidade, densidade) dentro de em volume de espaço; em outras palavras, é um conjunto de nível de uma função contínua cujo domínio é um espaço 3D.